# Société nationale des chemins de fer tunisiens
La Société nationale des chemins de fer tunisiens (arabe : الشركة الوطنية للسكك الحديدية التونسية) ou SNCFT est une entreprise publique chargée de la gestion, de l'entretien et de l'exploitation du réseau ferroviaire tunisien. Cette entreprise ferroviaire, placée sous tutelle du ministère du Transport, gère un réseau de 23 lignes d'une longueur totale de 2 153 kilomètres et 200 gares et transporte aussi bien des voyageurs (grandes lignes et banlieues) que des marchandises, aux trois-quarts des phosphates.

## Historique
Avant la création de la SNCFT, la Compagnie des phosphates et des chemins de fer de Gafsa possède le monopole du réseau au sud de Sfax. Dans le même temps, de Tunis à Sfax, le réseau est exploité à l'origine par la Compagnie des chemins de fer Bône-Guelma et racheté en 1922 par l'État tunisien qui en confie l'affermage à la Compagnie fermière des chemins de fer tunisiens.
La SNCFT est créée par le décret du 27 décembre 1956 pour prendre en main la partie nord du réseau national. La partie sud, c'est-à-dire la ligne Sfax-Gafsa-Métlaoui et l'Étoile minière (ensemble des liaisons courtes rayonnant de Métlaoui vers les centres miniers locaux du phosphate tels que Redeyef et Mdhilla), est gérée par la Compagnie des phosphates et des chemins de fer de Sfax-Gafsa conformément à une concession du 22 mai 1897 et accordée par l'État tunisien à cette compagnie.
À l'expiration de cette concession, le 31 décembre 1966, le gouvernement reprend possession de la partie sud, le 1er janvier 1967, et en confie la gestion à la SNCFT.

## Organisation
La SNCFT est chargée de la gestion des différentes lignes de chemin de fer de Tunisie. Afin d'exploiter ce réseau ferroviaire, elle est organisée autour de cinq grandes unités d'affaires :

### Grandes lignes

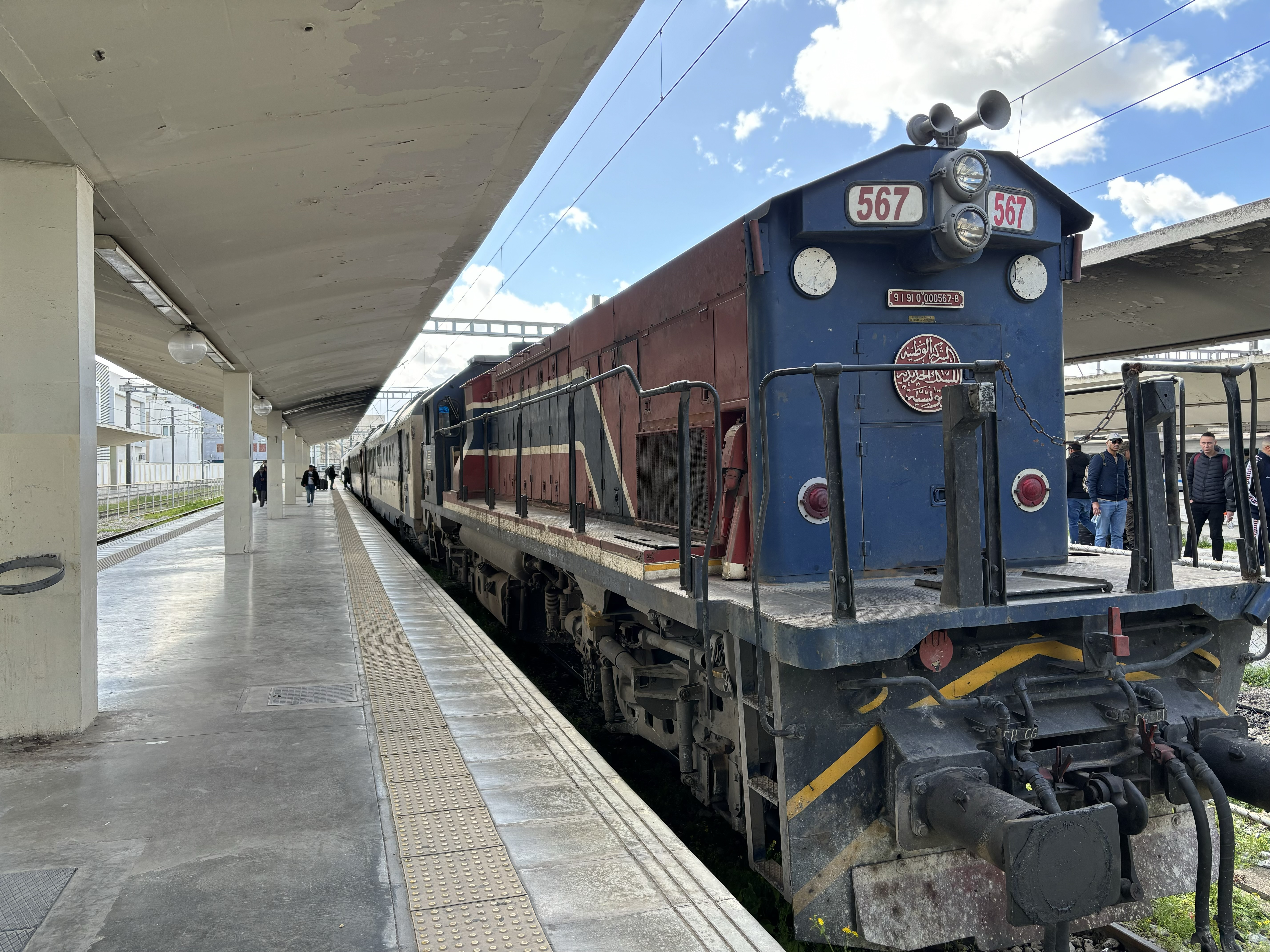
Train Sousse-Tunis en gare de Tunis.

La SNCFT exploite douze grandes lignes à travers le pays, dont neuf en trains et trois en autocars.

### Lignes de la banlieue de Tunis
Début 2019, une seule ligne est en exploitation, la ligne de la banlieue sud de Tunis, reliant Erriadh à la gare de Tunis. Cette dernière préfigure la mise en place du Réseau ferroviaire rapide de Tunis, plus couramment appelé RFR. Les lignes de la banlieue de Tunis, bien que gérées par la Société du Réseau ferroviaire rapide de Tunis, doivent être exploitées par la SNCFT.

### Ligne de la banlieue du Sahel
Depuis 1984, la SNCFT exploite une ligne de trains omnibus entre Sousse et Mahdia sous l'appellation de Métro du Sahel.

### Transport de phosphate
La SNCFT est chargée de convoyer le minerais de phosphate extrait par la Compagnie des phosphates de Gafsa vers les usines de transformation du Groupe chimique tunisien situées autour du golfe de Gabès.

### Transport de fret
D'une manière générale, la société transporte le fret sur l'ensemble du territoire tunisien.

## Direction
- 10 mars 1997-28 février 2001 : Ali Cheick Khalfallah[11]
- ?-? : Ahmed Smaoui
- ?-février 2009 : Abdelaziz Chaâbane
- février 2009-23 mars 2012 : Mohamed Najib Fitouri
- 23 mars 2012-25 mars 2014 : Abderrahmane Gamha
- 25 mars 2014-6 mai 2015 : Mokhtar Sadek
- 6 mai 2015-30 décembre 2016 : Sabiha Derbal
- 30 décembre 2016-17 octobre 2017 : Sarra Rejeb[12]
- 17 octobre 2017-18 janvier 2019 : Anis Oueslati[13]
- 18 janvier 2019-4 décembre 2019 : Fraj Ali[14]
- 4 décembre 2019-29 avril 2020 : Habib Ammar[15]
- 29 avril 2020-23 octobre 2020 : Chiheb Ben Ahmed[16]
- 23 octobre 2020-8 octobre 2021 : Belgacem Tayaa[17],[18]
- depuis le 10 janvier 2022 : Taoufik Boufaied[19],[20]

## Réseau
La partie Nord du réseau (471 kilomètres) est à voie normale (écartement international de 1 435 millimètres) tandis que la partie sud (1 688 kilomètres) est à voie métrique et majoritairement utilisée pour le fret. Ce réseau est relié au réseau algérien par le poste frontière de Ghardimaou.
En 2007, le réseau transporte 40 000 000 voyageurs dont 5,5 millions pour les trajets interurbains et achemine 11 000 000 tonnes de fret, dont huit millions de tonnes de phosphate.
Entamés en 2006, les travaux d'électrification de la ligne de la banlieue sud de Tunis (Tunis-Borj Cédria) doivent réduire le temps de parcours et améliorer le nombre et le confort des usagers. Reportée à plusieurs reprises, la réouverture de la ligne a lieu le 6 avril 2012 et l'inauguration officielle le 19 juin.